# Катимерини
«Катимерини́» (греч. Η Καθημερινή — Ежедневная) — греческая ежедневная газета, издающаяся в Афинах на греческом и английском языках. Англоязычная редакция продается в США как отдельное издание, а также как дополнение к International Herald Tribune в Греции и Кипре. С 2 ноября 2008 года выходит также отдельная кипрская редакция.
Газета была основана Георгиосом Влахосом, затем принадлежала его дочери Элени Влаху, однако с 1988 года принадлежит Аристиду Алафузосу. «Катимерини» — авторитетное, достаточно консервативное греческое СМИ.